# Semaine de 40 heures

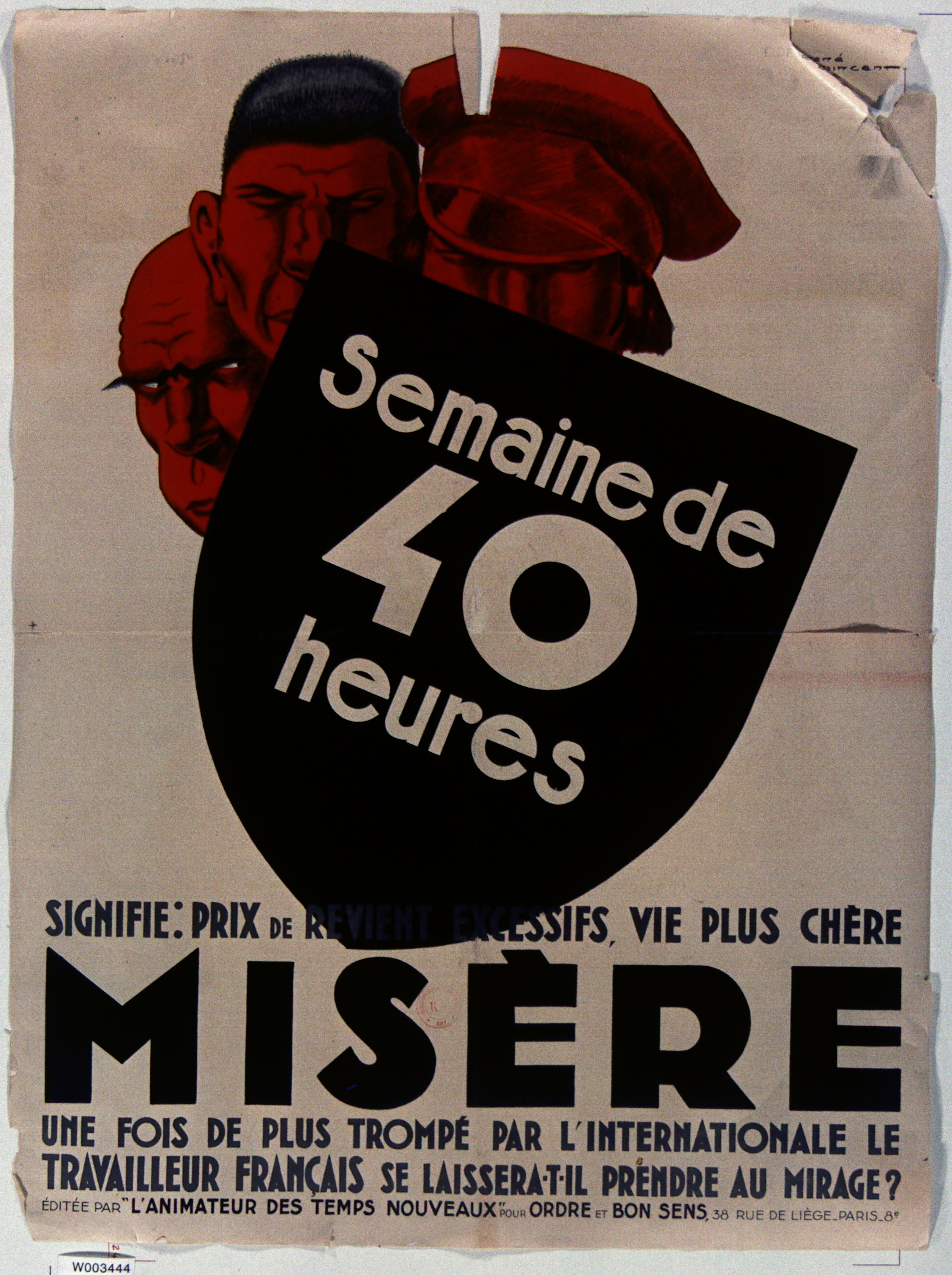
Affiche de 1936 réalisée par René Vincent pour le compte de Ordre et bon sens, une association proche du patronat et hostile à la réduction du temps de travail.

La semaine de 40 heures fait référence en France à une loi votée sous le gouvernement du Front populaire en 1936. Le président du Conseil, Léon Blum, fait alors passer le nombre d'heures de travail par semaine de 48 à 40 heures sans diminution de salaire. Adopté par les députés par 408 voix contre 160 le 12 juin 1936, puis par les sénateurs le 18 juin, le texte est promulgué le 21 juin, et les décrets d'application sont publiés fin juillet. Cette loi s'inscrit dans une série de lois et d'accords visant à améliorer les conditions de travail comme la mise en place des congés payés et l'augmentation significative des salaires.

## Contexte
La crise économique mondiale de 1929 touche la France avec un décalage. Elle résiste à cette crise jusqu'en 1931 grâce à ses colonies, puis subit une dégradation rapide au cours de 1931. Les productions industrielle et agricole, ainsi que le commerce baissent. Le chômage augmente, bien que plus faiblement qu'en Allemagne ou aux États-Unis. La misère ouvrière est forte, et se manifeste par exemple dans des « marches de la faim », des « soupes populaires ». Avec le Front Populaire, le président Léon Blum créé les congés payés puis continue dans sa lancée en soumettant l'idée de la semaine de 40 heures.